# Maciej Jabłoński (generał)
Maciej Jabłoński  (ur. 2 maja 1969) – żołnierz, polski dowódca wojskowy, generał dywizji Wojska Polskiego, dowódca 12 Dywizji Zmechanizowanej (2018–2020), Inspektor Wojsk Lądowych w Dowództwie Generalnym Rodzajów Sił Zbrojnych (2020–2023), zastępcy dowódcy V Korpusu US Army od sierpnia 2023. 

## Życiorys

### Wykształcenie
Maciej Jabłoński ukończył Wyższą Szkołę Oficerską Wojsk Pancernych w Poznaniu (1992); Wyższy Kurs Doskonalenia Oficerów (1997); studia wyższe na wydziale wojsk lądowych kierunku dowódczo – sztabowym na Akademii Obrony Narodowej (2001); podyplomowe studia polityki obronnej w AON (2013). 

### Służba wojskowa
Służbę wojskową rozpoczął w 1992 r. jako dowódca plutonu czołgów w 1 pułku zmechanizowanym w Wesołej. W 1993 r. był na stanowisku dowódcy kompanii czołgów, tego pułku. W 1995 r. po przeformowaniu pułku został zastępcą dowódcy batalionu czołgów w 1 Warszawskiej Brygadzie Pancernej. W roku 1997 po ukończeniu WKDO został wyznaczony na stanowisko kierownika sekcji szkolenia w tejże brygadzie. W 2001 r. został mianowany specjalistą, a następnie został wyznaczony na zastępcę szefa oddziału szkolenia w Dowództwie Wojsk Lądowych w Warszawie. W roku 2007 w tymże oddziale objął stanowisko szefa oddziału operacyjnego. 
Od 26 października 2011 do 18 kwietnia 2012 r. był na stanowisku szef sztabu – zastępcy dowódcy podczas X zmiany w Polskim Kontyngentcie Wojskowym w Afganistanie. W roku 2012 objął stanowiska głównego specjalisty w grupie organizacyjnej Dowództwa Generalnego Rodzajów Sił Zbrojnych, a pół roku później został wyznaczony na stanowisko szefa Zarządu Planowania Rozwoju (J-5) w tymże dowództwie. 1 lipca 2014 r. objął dowodzenie nad 10 Brygadą Kawalerii Pancernej im. gen. broni Stanisława Maczka. 1 sierpnia 2015 r. otrzymał awans na pierwszy stopień generalski. Od 24 listopada 2016 r. był na stanowisku szefa Zarządu Planowania Użycia Sił Zbrojnych i Szkolenia P3/P7 w Sztabu Generalnego Wojska Polskiego. W dniu 29 czerwca 2018 r. decyzją Ministra Obrony Narodowej został desygnowany na stanowisko dowódcy 12 Szczecińskiej Dywizji Zmechanizowanej. 
15 sierpnia 2018 r. awansowany do stopnia generała dywizji. Akt mianowania odebrał z rąk Prezydenta Rzeczypospolitej Polskiej Andrzeja Dudy. Od 1 października 2020 był Inspektorem Wojsk Lądowych w Dowództwie Generalnym Rodzajów Sił Zbrojnych. 13 lipca 2023 minister obrony narodowej Mariusz Błaszczak wyznaczył go z dniem 1 sierpnia 2023 na stanowisko zastępcy dowódcy V Korpusu US Army w Fort Knox zastępując gen. dyw. Adama Joksa.
Interesuje się kulturoznawstwem, motoryzacją, żeglarstwem. Jest żonaty i ma syna.

## Awanse
- podporucznik – 1992
- porucznik – 1995
- kapitan – 1999
- major – 2004
- podpułkownik – 2005
- pułkownik – 2010
- generał brygady – 1 sierpnia 2015[6][1]
- generał dywizji – 15 sierpnia 2018[7][1]

## Ordery i odznaczenia
- Srebrny Medal za Długoletnią Służbę
- Gwiazda Afganistanu – (Prezydent RP)
- Złoty Medal „Za zasługi dla obronności kraju” – (Minister ON)
- Srebrny Medal „Za zasługi dla obronności kraju”
- Brązowy Medal „Za zasługi dla obronności kraju”
- Złoty Medal „Siły Zbrojne w Służbie Ojczyzny” – (Minister ON)
- Srebrny Medal „Siły Zbrojne w Służbie Ojczyzny”
- Brązowy Medal „Siły Zbrojne w Służbie Ojczyzny”
- Złoty Medal Reipublicae Memoriae Meritum
- Army Commendation Medal

## Wyróżnienia
- Odznaka Honorowa Wojsk Lądowych
- Złota Wojskowa Odznaka Sprawności Fizycznej – 1992
- Odznaka pamiątkowa 1 Pułku Zmechanizowanego – 1995
- Odznaka pamiątkowa 1 Warszawskiej Brygadzie Pancernej – 1997
- Odznaka absolwenta AON – 2001
- Odznaka pamiątkowa Dowództwa Wojsk Lądowych – 2007
- Odznaka pamiątkowa DG RSZ – 2012
- Odznaka absolwenta Podyplomowych Studiów Polityki Obronnej AON – 2013
- Odznaka pamiątkowa 10 Dywizji Kawalerii Pancernej – 2014
- Odznaka pamiątkowa Sztabu Generalnego Wojska Polskiego – 2016
- Odznaka pamiątkowa 12 Dywizji Zmechanizowanej – 2018
- Odznaka pamiątkowa 2 Stargardzkiego Batalionu Saperów – 2019